# Nadobnik włoski
Nadobnik włoski (Calliptamus italicus) – gatunek owada z rzędu prostoskrzydłych. Samce nadobnika włoskiego osiągają długość 20 mm, samice 30 mm. Ubarwienie zmienne, od czerwonego do szarobrązowego.
Nadobnik włoski jest owadem ciepłolubnym. Larwy wylęgają się z jaj w maju, Osobniki dorosłe pojawiają się w lipcu. Samice składają do ziemi do sześciu ootek, zawierających do 50 jaj. Nadobniki żywią się roślinami, preferowanym pokarmem są bylice.
Nadobnik włoski występuje w południowej i południowo-wschodniej Europie, Azji Mniejszej i Środkowej oraz północnej Afryce. W Europie Środkowej spotykany na terenach suchych i ciepłych. W niektórych rejonach (głównie Azji Środkowej) występuje także forma stadna tego owada wyrządzająca szkody w rolnictwie. Pierwsze informacje o występowaniu nadobnika włoskiego pochodzą z XIX wieku. Dawniej owad ten występował na terenie całej Polski, obecnie zachował się na niewielkich stanowiskach na północy Puszczy Sandomierskiej.
W Polskiej Czerwonej Księdze Zwierząt zaliczony został do kategorii EN (gatunki silnie zagrożone).